# Oberlahr
Oberlahr település Németországban, Rajna-vidék-Pfalz tartományban. Lakosainak száma 757 fő (2023. december 31.).

## Népesség
A település népességének változása:
| Lakosok száma | 657  | 726  | 750  | 750  | 761  | 751  | 757  |
|               | 1975 | 2015 | 2017 | 2019 | 2021 | 2022 | 2023 |